# Carmen Beatriz Loza
Carmen Beatriz Loza Vidaurre (1962 -La Paz, 8 de noviembre de 2019) fue una historiadora de la ciencia y demógrafa boliviana dedicada a la investigación de los sistemas médicos tradicionales.
Fue la persona responsable de elaborar el expediente técnico sobre la cosmovisión andina de los kallawayas presentado a la Unesco y que sustentó su declaración en el 2003 como Obra Maestra del Patrimonio Oral e Intangible de la Humanidad. Asimismo, lideró el equipo de investigadores y el cabildo indígena que formularon el expediente que documentó la Ichapekene Piesta de San Ignacio de Moxos, inscrito del 2012 en la Lista Representativa del Patrimonio Cultural Inmaterial de la Humanidad.
Realizó estudios en la Universidad Mayor de San Andrés en La Paz y postgrados en la Escuela de Estudios Superiores en Ciencias Sociales (École des Hautes Études en Sciences Sociales) en París y el Instituto Max Planck de Historia de la Ciencia en Berlín. Fue directora del Instituto Boliviano de Medicina Tradicional Kallawaya.

## Algunas publicaciones
- 2000. «El quipu y la prueba en la práctica del derecho de Indias (1550-1570)». Historia y Cultura 16.
- 2008. "El Laberinto de la curación. Itinerarios Terapéuticos en las Ciudades de La Paz y el Alto". Editorial: Instituto Superior Ecuménico Andino de Teología (ISEAT), La Paz.[8]
- 2008. Loza, Carmen Beatriz (2008). «Una "fiera de piedra" Tiwanaku, fallido símbolo de la nación boliviana». Estudios atacameños (36): 93-115. ISSN 0718-1043. doi:10.4067/S0718-10432008000200006.
- 2010. «Salud e Interculturalidad en América Latina. Antropología de la Salud y Crítica Intercultural». Chungará (Arica) (en inglés) 42 (2): 543-547. 2010. ISSN 0717-7356. doi:10.4067/S0717-73562010000200016.